# Баоне
Баоне (итал. Baone) — коммуна в Италии, располагается в провинции Падуя области Венеция.
Население составляет 3137 человек, плотность населения составляет 131 чел./км². Занимает площадь 24 км². Почтовый индекс — 35030. Телефонный код — 0429.
Покровителем коммуны почитается святой Лаврентий, празднование 10 августа.